# Streaking
Streaking é o ato de correr nu por um lugar público como uma brincadeira, por publicidade ou como um ato de protesto.
É frequentemente associado a eventos esportivos, mas pode ocorrer em áreas mais isoladas. Geralmente envolve a execução rápida, que também reflete o significado original da palavra antes de ser associada à nudez. Streakers são freqüentemente perseguidos por oficiais esportivos ou pela polícia. Em alguns casos, os streakers não estão completamente nus, vestindo roupas mínimas.

## História
Às 19 horas do dia 5 de julho de 1799, um homem foi preso no Mansion House (Londres) e enviado para o Poultry Compter. Ele confirmou que havia aceitado uma aposta de 10 guineas para correr nu de Cornhill para Cheapside. O primeiro incidente registrado de um estudante universitário nos Estados Unidos ocorreu em 1804 no Washington College (agora Washington and Lee University) quando o sênior George William Crump foi preso por correr nu em Lexington (Virginia), onde a universidade está localizada. Robert E. Lee mais tarde sancionou o streaking como um rito de passagem para os jovens de Washington e Lee. Crump foi suspenso da sessão acadêmica, mas depois passou a se tornar um deputado federal.
A prática foi desenvolvida na década de 1970 como um passatempo. Acabou caracterizando aqueles anos, particularmente nos EUA. Alguns streakers se tornaram famosos, outros nunca foram identificados.
Na universidade estatal de Michigan, ocorre anualmente a chamada Naked Mile, quando do último dia de aulas; uma volta de aproximadamente uma milha pelo campus na qual os participantes correm nus.
Após um período de raros eventos, o streaking vem reaparecendo a partir do final da década de 1990. Alguns atualmente propõe encarar a prática como uma forma de arte.
No Brasil, já foi chamado de "chispada". O termo deriva do verbo chispar, que significa correr velozmente, disparar ou fugir. Foi uma mania muito comum nos anos 70 no Brasil. Mas ocasionalmente a mídia relata casos em países de Europa ou nos Estados Unidos. Muitos chispadores disputavam a primazia de correr o mais possível sem ser preso ou correr o mais possível até ser preso.
O recorde mundial de chispada teria sido realizado pelos estudantes da Universidade do Colorado em Boulder, com 1.200 pessoas chispando.
Talvez a chispada mais vista na história tenha acontecido em 1974, quando Robert Opal 'chispou' no palco durante a apresentação da 46ª edição do Oscar.